# Georg Wilhelm von Lettow
Georg Wilhelm von Lettow (* 12. Januar 1762 auf Forst in der Niederlausitz; † 8. Mai 1842 in Stargard in Pommern) war ein preußischer Generalleutnant und zuletzt Kommandeur der 4. Infanterie-Brigade.

## Leben

### Herkunft
Seine Eltern waren der General Heinrich Wilhelm von Lettow (1714–1791) und dessen Ehefrau Friederike, geborene von Podewils.

### Militärkarriere
Lettow kam am 16. Mai 1773 als Kadett nach Stolp und anschließend ab 28. April 1775 nach Berlin. Am 2. März 1778 wurde er dann als Portepeefähnrich im Infanterieregiment „Lettow“ der Preußischen Armee angestellt. Als solcher nahm er 1778/79 am Bayrischen Erbfolgekrieg teil. Bis 2. Februar 1787 avancierte Lettow zum Sekondeleutnant. Im Feldzug in Polen 1794/95 kämpfte er im Gefecht bei Wraclawek. Am 16. September 1797 kam er als Stabskapitän in das Infanterieregiment Nr. 50. Dort wurde am 24. Dezember 1805 Kapitän und Kompaniechef. Im Vierten Koalitionskrieg kämpfte er in der Schlacht bei Jena sowie in den Gefechten bei Rödichen und Boitzenburg.
Nach den Frieden von Tilsit kam er zunächst zum Reserve-National-Bataillon „von Hahn“, am 17. Februar 1809 war er im 1. Schlesischen Infanterie-Regiment. Am 23. März 1811 wurde er Kompaniechef im 2. Westpreußischen Infanterie-Regiment Nr. 7. Dort wurde er am 3. Februar 1812 Major und kämpfte dann 1812 in den Gefechten bei Eckau, Schlackhof und Garossenkrug. Dafür erhielt er am 30. Oktober 1812 den Orden Pour le Mérite. Am 26. März 1813 wurde er als Kommandeur in das 1. Littauische Reserve-Füselier-Bataillon versetzt, am 1. Juli 1813 wurde er Kommandeur des 1. Schlesischen Infanterie-Regiments (Nr. 10). Am 11. Juli 1813 erhielt er das Eiserne Kreuz II. Klasse.
Während der Befreiungskriege kämpfte er im Gefecht bei Luckau, den Schlachten bei Großgörschen, Dresden, Kulm sowie der Belagerung von Erfurt (1813), den Schlachten bei Leipzig, Vauchamps, Laon, Paris und Belle Alliance. Für Leipzig erhielt er das Eiserne Kreuz I. Klasse. Bei Belle Alliance wurde er verwundet und erhielt den Orden des Heiligen Wladimir III. Klasse. Am 8. Dezember 1813 wurde er Oberstleutnant und am 27. Dezember 1813 mit der Führung des 1. Schlesischen Infanterie-Regiments (Nr. 10) beauftragt. Seine Ernennung zum Regimentskommandeur erfolgte am 24. August 1814.
Am 17. März 1815 bekam er noch den russischen St. Annen-Orden II. Klasse und am 30. April 1815 die Beförderung zum Oberst mit Patent vom 21. Mai 1815. Bereits am 14. März 1815 kam er als Brigadekommandeur ad Interim zum IV. Armeekorps, am 5. Januar 1816 kam er in gleicher Eigenschaft zum mobilen Armeekorps in Frankreich, dazu erhielt er am 10. Dezember 1816 den russischen St. Annen-Orden I. Klasse. Am 9. Juni 1817 wurde er zum Brigadekommandeur ernannt, dazu erhielt er am 13. August 1817 den Orden der französischen Ehrenlegion.
Am 5. September 1818 wurde er als Kommandeur zur 6 .Infanterie-Brigade versetzt und am 30. März 1820 mit Patent vom 19. April 1820 zum Generalmajor befördert. Daran schloss sich ab 3. August 1820 eine Verwendung als Kommandeur der 4. Infanterie-Brigade an. Aber er kam in Geldschwierigkeiten, von denen der König erfuhr, der ihm daraufhin 500 Taler schenkte. Lettow erhielt am 26. Juli 1825 das Dienstkreuz und zur Feier seines 50-jährigen Dienstjubiläums am 1. März 1828 wurde ihm der Rote Adlerorden II. Klasse mit Eichenlaub verliehen. Am 27. März 1830 bekam er seinen Abschied als Generalleutnant mit einer jährlichen Pension von 2700 Talern. Er starb am 8. Mai 1842 in Stargard in Pommern und wurde dort am 11. Mai 1842 beigesetzt.

### Familie
Lettow heiratete am 4. Mai 1793 in Berlin Christiane Friederike Karoline Luise von Poellnitz (* 1773; † 23. April 1808) verwitwete von Proeck. Das Paar hatte mehrere Kinder:
- Ida Karoline Adelheid (* 24. Juni 1794)
- Eduard Karl Wilhelm Eugen (* 9. August 1795; † 26. März 1847), Major a. D.
- Ernst Karl Wilhelm Adolf (* 2. Januar 1800)
- Elise Amalie (* 25. Juli 1803)
- Friedrich Wilhelm (* 22. Mai 1807)

Nach dem Tod seiner ersten Frau heiratete er am 10. Februar 1812 in Neiße Marie Magdalene Jordan (* 1776; † 4. Mai 1820), Witwe des Regimentschirurgs Seydel.